# 淡瓦爾皮里語
淡瓦爾皮里語（英語：Light Warlpiri、Warlpiri rampaku）為一種澳大利亞的混合语，本語言來自於澳洲原有的瓦爾皮里語、澳洲克里奧爾語及澳大利亚英语。最初淡瓦爾皮瑞語由密歇根大学的語言學家卡梅尔·奥尚内西（Carmel O'Shannessy）所記錄，它流通於“拉賈馬努”社區，主要由35歲以下的人所使用。至2013年，以淡瓦爾皮里語為母語的使用者有350人，雖然這些使用者也知曉傳統的瓦爾皮里語，且許多使用者也講克里奧爾語和英語。

## 特徵
像其他的混合語言一樣，比如古林吉克里奧爾語、米奇夫語和梅德尼阿留申語等，淡瓦爾皮里語從不同的源頭語言借取名詞及動詞的系統。而大多數的名詞是來自於瓦爾皮里語或英語，並採取瓦爾皮里語的格標記系統（case-marking）；不過，大多數的動詞及動詞屈折/輔助結構借鑒自克里奧爾語及澳洲原住民英語、且很明顯的可從這兩種語言分析出來。

## 歷史
淡瓦爾皮里語的出現起源於1980年代、它來自瓦爾皮里語/英語的語言交換模式（codeswitching pattern）進而發展為語言化（codification）及擴展，看得出來發展自社區35歲以上的成員之間。在社區內，它被認為是瓦爾皮里語的一種延伸性形式，但淡瓦爾皮里語對於年長的瓦爾皮里語使用者並不是很容易理解。